# Samkvari
Samkvari (en georgiano: სამქვარი) o Samikaio (en abjasio: Самиқаио) es una aldea que pertenece a la parcialmente reconocida República de Abjasia, dentro del distrito de Gali, aunque de iure es parte del municipio de Gali de la República Autónoma de Abjasia de Georgia.

## Geografía
Samkvari está a orillas del embalse de Gali, a 5 km de Gali. Las aldea se administra desde el pueblo de Pirveli Gali.  